# György Hlavay
György Hlavay (Budapest, 4 gennaio 1888 – Budapest, 17 luglio 1958) è stato un allenatore di calcio e calciatore ungherese.

## Carriera
Iniziò la propria carriera agonistica in Ungheria nel Budapesti TC.
Componente della Nazionale di calcio dell'Ungheria, si trasferì in Italia nel 1925 dall'Újpest per allenare l'Udinese, a quel tempo in Seconda Divisione.
Era un personaggio burbero, un allenatore pragmatico e di chiarissime vedute tattiche; fu anche uno degli inventori del catenaccio.
In Italia allenò anche il Brescia e la SPAL in 2 riprese: dal 1929 al 1931 e nel 1935-36 poi tornato in patria, guidò anche il Ferencváros.

## Statistiche

### Cronologia presenze e reti in nazionale
| Cronologia completa delle presenze e delle reti in nazionale ― Ungheria | Cronologia completa delle presenze e delle reti in nazionale ― Ungheria | Cronologia completa delle presenze e delle reti in nazionale ― Ungheria | Cronologia completa delle presenze e delle reti in nazionale ― Ungheria | Cronologia completa delle presenze e delle reti in nazionale ― Ungheria | Cronologia completa delle presenze e delle reti in nazionale ― Ungheria | Cronologia completa delle presenze e delle reti in nazionale ― Ungheria | Cronologia completa delle presenze e delle reti in nazionale ― Ungheria |
| Data                                                                    | Città                                                                   | In casa                                                                 | Risultato                                                               | Ospiti                                                                  | Competizione                                                            | Reti                                                                    | Note                                                                    |
| ----------------------------------------------------------------------- | ----------------------------------------------------------------------- | ----------------------------------------------------------------------- | ----------------------------------------------------------------------- | ----------------------------------------------------------------------- | ----------------------------------------------------------------------- | ----------------------------------------------------------------------- | ----------------------------------------------------------------------- |
| 07/11/1909                                                              | Budapest                                                                | Ungheria                                                                | 2 – 2                                                                   | Austria                                                                 | Amichevole                                                              | -                                                                       |                                                                         |
| 17/12/1911                                                              | Monaco di Baviera                                                       | Germania                                                                | 1 – 4                                                                   | Ungheria                                                                | Amichevole                                                              | -                                                                       |                                                                         |
| 03/11/1912                                                              | Budapest                                                                | Ungheria                                                                | 4 – 0                                                                   | Austria                                                                 | Amichevole                                                              | -                                                                       |                                                                         |
| 26/10/1913                                                              | Budapest                                                                | Ungheria                                                                | 4 – 3                                                                   | Austria                                                                 | Amichevole                                                              | 1                                                                       |                                                                         |
| 03/05/1914                                                              | Vienna                                                                  | Austria                                                                 | 2 – 0                                                                   | Ungheria                                                                | Amichevole                                                              | -                                                                       |                                                                         |
| 21/06/1914                                                              | Solna                                                                   | Svezia                                                                  | 1 – 1                                                                   | Ungheria                                                                | Amichevole                                                              | -                                                                       |                                                                         |
| 04/10/1914                                                              | Budapest                                                                | Ungheria                                                                | 2 – 2                                                                   | Austria                                                                 | Amichevole                                                              | -                                                                       |                                                                         |
| 08/11/1914                                                              | Vienna                                                                  | Austria                                                                 | 1 – 2                                                                   | Ungheria                                                                | Amichevole                                                              | -                                                                       |                                                                         |
| Totale                                                                  |                                                                         | Presenze                                                                | 8                                                                       |                                                                         | Reti                                                                    | 1                                                                       |                                                                         |

## Palmarès

### Giocatore

#### Competizioni nazionali
- Campionato ungherese: 5

MTK Budapest: 1913-1914, 1916-1917, 1917-1918, 1918-1919, 1919-1920
- Coppa d'Ungheria: 1

MTK Budapest: 1913-1914

### Allenatore

#### Competizioni nazionali
- Prima Divisione: 1

SPAL: 1930-1931